# Københavns Amt
| Basisdaten          | Basisdaten     |
| ------------------- | -------------- |
| Verwaltungssitz:    | Glostrup       |
| Fläche:             | 525,90 km²     |
| Einwohner:          | 618.529 (2006) |
| Bevölkerungsdichte: | 1.176 Ew./km²  |
| Karte               |                |
| Københavns Amt      |                |

Københavns Amt (deutsch: (Land-)Kreis Kopenhagen) war eine dänische Amtskommune rund um die Hauptstadt Kopenhagen; Kopenhagen nahm als Københavns Kommune die Funktionen einer Amtskommune selbst wahr, ebenso Frederiksberg. 
Københavns Amt entstand im Zuge der Kommunalreform zum 1. April 1970 aus dem vorherigen Københavns Amt durch Abspaltung von Roskilde Amt, Kopenhagen und Frederiksberg. 
Mit einer Fläche von 525,9 km² war es der kleinste dänische Amtsbezirk. Mit einer Bevölkerungsdichte von 1.176 Einwohnern je km² war er gleichzeitig am dichtesten besiedelt. Von Ost nach West wurde das Gebiet von der Autobahn Kopenhagen–Holbæk durchzogen, die Europastraßen E 20, E 47 und E 55 führten nach Schweden. In der Kommune Tårnby wurde im Ortsteil Kastrup der Flughafen Kopenhagen errichtet.
Mit der Kommunalreform zum 1. Januar 2007 liegt das Gebiet in der Region Hovedstaden.

## Bevölkerungsentwicklung
bis 1921 zum 1. Februar, ab 1971 1. Januar:
- 1769 – 17.465 (15. Januar)
- 1787 – 19.695 (1. Juli)
- 1801 – 22.815
- 1840 – 31.351
- 1850 – 34.996
- 1860 – 40.306
- 1870 – 46.630
- 1880 – 52.975
- 1890 – 62.959
- 1901 – 91.496
- 1901 – 51.708
- 1911 – 71.020
- 1921 – 96.152
- 1930 – 142.963 (5. November)
- 1940 – 219.243 (5. November)
- 1950 – 313.601 (7. November)
- 1960 – 486.139 (26. September)
- 1970 – 615.343 (9. November)
- 1971 – 616.571
- 1972 – 621.095
- 1973 – 624.597
- 1974 – 627.110
- 1975 – 629.775
- 1976 – 630.896
- 1977 – 630.794
- 1978 – 630.806
- 1979 – 629.928
- 1980 – 627.245
- 1981 – 624.684
- 1982 – 622.504
- 1983 – 619.687
- 1984 – 616.210
- 1985 – 612.219
- 1986 – 609.500
- 1987 – 606.870
- 1988 – 605.127
- 1989 – 602.046
- 1990 – 600.889
- 1991 – 601.671
- 1992 – 603.179
- 1993 – 603.883
- 1994 – 604.762
- 1995 – 605.868
- 1996 – 607.344
- 1997 – 609.123
- 1998 – 610.261
- 1999 – 612.053
- 2000 – 613.444
- 2001 – 615.115
- 2002 – 617.336
- 2003 – 618.016
- 2004 – 618.407
- 2005 – 618.237
- 2006 – 618.529

## Kommunen
- Albertslund Kommune (27.853)
- Ballerup Kommune (46.654)
- Brøndby Kommune (34.247)
- Dragør Kommune (13.154)
- Gentofte Kommune (68.623)
- Gladsaxe Kommune (61.735)
- Glostrup Kommune (20.699)
- Herlev Kommune (27.023)
- Hvidovre Kommune (49.762)
- Høje-Taastrup Kommune (46.257)
- Ishøj Kommune (20.820)
- Ledøje-Smørum Kommune (10.797)
- Lyngby-Taarbæk Kommune (51.908)
- Rødovre Kommune (36.506)
- Søllerød Kommune (31.920)
- Tårnby Kommune (39.708)
- Værløse Kommune (18.633)
- Vallensbæk Kommune (12.230)

 (Einwohner: Stand 1. Januar 2006)